# ASA Astrosysteme
ASA Astrosysteme GmbH ist ein österreichischer Hersteller von astronomischen Teleskopen und Montierungen mit Sitz in Neumarkt im Mühlkreis.
Gründer und Eigentümer ist Egon Döberl, der das Unternehmen 1999 in Oberösterreich gegründet hat. Das Unternehmen fertigt und vertreibt verschiedene Instrumente für die professionelle Astronomie, als auch die Amateurastronomie. Instrumente von ASA werden unter anderem zur Bestimmung von Satellitenpositionen, Detektion von Weltraummüll, Exoplanetenforschung, Planetary Defense von ESA, ESO, Weltraumlagezentrum, United States Air Force Academy, Polnische Akademie der Wissenschaften, DLR, und Observatorien weltweit verwendet.
Eines der größten derzeit gebauten Spiegelteleskope hat eine Öffnung von 1 Meter. Mit einem solchen RC-Teleskop wurde u. a. 2019 die Vega-Sternwarte Salzburg ausgerüstet.